# Jan Wimmer
Jan Wimmer (Praga, 15 gennaio 1903 – 18 gennaio 1986) è stato un calciatore cecoslovacco, di ruolo attaccante.

## Carriera

### Nazionale
Esordisce il 24 maggio 1925 in un'amichevole contro l'Austria (3-1): è convocato con la Nazionale in altre due circostanze, segnando rispettivamente un gol in ogni partita.

## Statistiche

### Presenze e reti in Nazionale
| Cronologia completa delle presenze e delle reti in nazionale ― Cecoslovacchia | Cronologia completa delle presenze e delle reti in nazionale ― Cecoslovacchia | Cronologia completa delle presenze e delle reti in nazionale ― Cecoslovacchia | Cronologia completa delle presenze e delle reti in nazionale ― Cecoslovacchia | Cronologia completa delle presenze e delle reti in nazionale ― Cecoslovacchia | Cronologia completa delle presenze e delle reti in nazionale ― Cecoslovacchia | Cronologia completa delle presenze e delle reti in nazionale ― Cecoslovacchia | Cronologia completa delle presenze e delle reti in nazionale ― Cecoslovacchia |
| Data                                                                          | Città                                                                         | In casa                                                                       | Risultato                                                                     | Ospiti                                                                        | Competizione                                                                  | Reti                                                                          | Note                                                                          |
| ----------------------------------------------------------------------------- | ----------------------------------------------------------------------------- | ----------------------------------------------------------------------------- | ----------------------------------------------------------------------------- | ----------------------------------------------------------------------------- | ----------------------------------------------------------------------------- | ----------------------------------------------------------------------------- | ----------------------------------------------------------------------------- |
| 24-5-1925                                                                     | Praga                                                                         | Cecoslovacchia                                                                | 1 – 1                                                                         | Austria                                                                       |                                                                               | -                                                                             |                                                                               |
| 28-10-1925                                                                    | Praga                                                                         | Cecoslovacchia                                                                | 7 – 0                                                                         | Jugoslavia                                                                    |                                                                               | 1                                                                             |                                                                               |
| 28-6-1926                                                                     | Zagabria                                                                      | Jugoslavia                                                                    | 2 – 6                                                                         | Cecoslovacchia                                                                |                                                                               | 1                                                                             |                                                                               |
| Totale                                                                        |                                                                               | Presenze                                                                      | 3                                                                             |                                                                               | Reti                                                                          | 2                                                                             |                                                                               |